# عدد ناقص

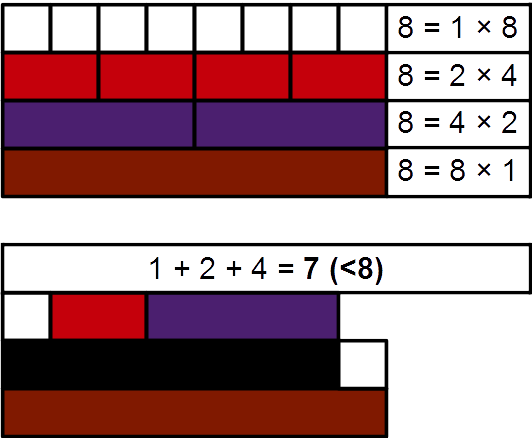

عدد ناقص في الرياضيات، عدد ناقص هو عدد طبيعي أكبر من مجموع قواسمة.
على سبيل المثال، 10 هو عدد ناقص لأنه أكبر من مجموع قواسمة: (1 + 2 + 5) = 8.

## خصائص
بشكل عام، كل قوى الأعداد الأولية {\displaystyle p^{k}} هي أعداد ناقصة لأن قواسمها النظيفة الوحيدة هي {\displaystyle 1,p,p^{2},\dots ,p^{k-1}} والتي مجموعها هو {\displaystyle {\frac {p^{k}-1}{p-1}}}, والذي يساوي في أقصى الحالات {\displaystyle p^{k}-1}.